# Etna (Californie)
Etna est une municipalité américaine du comté de Siskiyou, en Californie. Sa population était de 737 habitants au recensement de 2010.

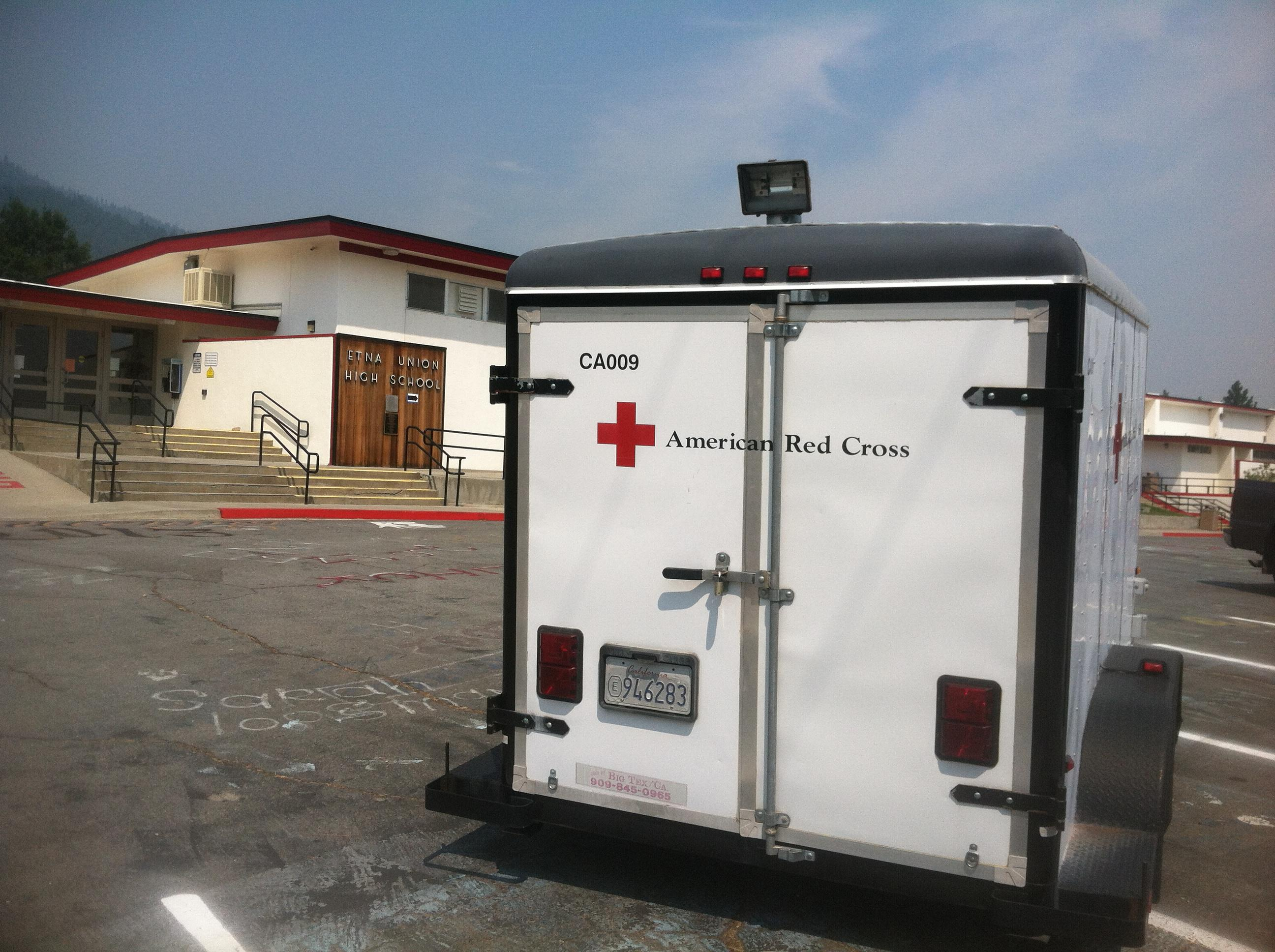
Remorque de la Croix-Rouge américaine devant l'école secondaire d'Etna

## Démographie
| 1880 | 1890 | 1900 | 1910 | 1920 | 1930 |
| ---- | ---- | ---- | ---- | ---- | ---- |
| 361  | 271  | 500  | 518  | 425  | 379  |

| 1940 | 1950 | 1960 | 1970 | 1980 | 1990 |
| ---- | ---- | ---- | ---- | ---- | ---- |
| 456  | 649  | 596  | 667  | 754  | 835  |

| 2000 | 2010 | - | - | - | - |
| ---- | ---- | - | - | - | - |
| 781  | 737  | - | - | - | - |